# Pueblonuevo de Miramontes
Pueblonuevo de Miramontes é um município da Espanha na comarca de Campo Arañuelo, província de Cáceres, comunidade autónoma da Estremadura. Tem 23,3 km² de área e em 2021 tinha 767 habitantes (densidade: 32,9 hab./km²).
Recebeu o estatuto de município em 2013, por segregação do município de Talayuela.[carece de fontes?] Faz parte da Mancomunidade de Campo Arañuelo.